# Inonemia
Inonemia is een geslacht van wantsen uit de familie van de Tingidae (Netwantsen). Het geslacht werd voor het eerst wetenschappelijk beschreven door Carl John Drake in 1942.

## Soorten
Het genus is monotypisch en bevat alleen de volgende soort:

- Inonemia mussiva Drake, 1942